# Old Dirt Road
"Old Dirt Road" es una canción escrita por John Lennon y Harry Nilsson, primero lanzada en el álbum de estudio de John Lennon de 1974 Walls and Bridges. Nilsson registró más adelante la canción en su álbum de 1980 Flash Harry.

## Textos y música
Lennon y Nilsson escribieron "Old Dirt Road", mientras que Lennon estaba trabajando con Nilsson produciendo el álbum Pussy Cats. Lennon había escrito el primer verso, cuando fue interrumpido por algunos hombres de negocios, y pidió a Nilsson que le proporcionará un "americanismo". Nilsson crea una línea, que incorpora Lennon en la canción. Nilsson luego continuó escribiendo parte de la canción.
"Old Dirt Road" utiliza la carretera como una metáfora para un punto de estabilidad en un mundo inestable y sujeto a variabilidad de la vida. En la línea originalmente proporcionada por Nilsson, la vida se describe como "tratar de pala con una horquilla en el viento". A pesar de que el camino es aparentemente estable, también se ve afectado por la posibilidad de un deslizamiento de tierra. El cantante asesora al oyente a solo "Keep On Keepin 'On." La canción incorpora una referencia a la canción de Bob Nolan "Cool Water", donde alguien en el viejo camino de tierra sugiere que lo único que se necesita es "agua fresca y clara". Según los autores Ben Urish y Ken Bielen, las letras "no tiene mucho sentido literal, pero de alguna manera el derecho del sonido en un nivel intuitivo". El crítico musical Johnny Rogan encuentra que el estado de ánimo de la canción como "estoica y no desesperada", y describe las letras como un laissez -faire.
La canción está en la forma de una balada, con un poco de influencia de la música country. Musicalmente, se reproduce parte del sonido del álbum de John Lennon Imagine en el que empleo dos pianos, interpretados por Lennon y por Nicky Hopkins . Urish y Bielen describen la música como "triste y relajada". John Blaney afirma que captura "una atmósfera de embriaguez apática". El periodista musical Paul du Noyer cree que la canción de Charlie Patton "Ain't Goin' Down That Dirt Road" pudo haber sido una influencia en la canción.

## Recepción de la crítica
El biógrafo de Lennon, Geoffrey Giuliano describe a la canción "Old Dirt Road" como "usar y tirar". El crítico de Allmusic Richard Ginell no clasifica la canción muy bien. Sin embargo, el crítico de Allmusic Stephen Thomas Erlewine la describe como "una canción pop agradable". Johnny Rogan, destacó el "imaginario interesante" de las letras, en particular sobre la línea de palear humo.
Lennon desestimó la canción como "una canción" y que él y Nilsson la escribieron porque estaban borrachos no tenían nada mejor que hacer. El autor John Blaney está de acuerdo con du Noyer, en la creencia de que Lennon haya subestimado la canción porque fue escrita durante un período difícil en la vida de Lennon, cuando se separó de Yoko Ono e hizo y entró en el alcoholismo con Nilsson.

## Otras versiones
Una versión muy temprana de la canción fue incluido en el álbum de Lennon "Menlove Ave." y una versión más desarrollada, incluyendo la guitarra acústica fue incluida en John Lennon Anthology. La música country se siente en la canción es más pronunciado en la versión de Menlove Ave.. La versión de Menlove Ave. también hace más transparente en la influencia de las pandillas de la cadena de canciones en la línea "fresco, agua clara". La versión de John Lennon anthology difiere de los muros y puentes en el puente y el fin, y también carece de los doblajes que se han añadido a los muros y puentes de versión.

## Personal
Los músicos que participaron en la grabación original eran los siguientes:
- John Lennon - voz, piano
- Harry Nilsson - coros
- Nicky Hopkins - piano
- Jesse Ed Davis - guitarra eléctrica
- Ken Ascher - piano eléctrico
- Klaus Voormann - bajo
- Arthur Jenkins - percusión
- Jim Keltner - batería